# Rady Wojenne (ZSRR)
Rady Wojenne (RW) - kolektywne organy dowodzenia wojskami w rodzajach sił zbrojnych RFSRR i ZSRR, okręgach wojskowych (flotach), grupach wojsk. Przewodniczącym RW był zawsze odpowiedni dowódca.
Powstanie rad rozpoczęło się w czasie wojny domowej w Rosji i nazywały się one wtedy Rewolucyjnymi Radami Wojennymi. Pierwszą radę (postanowieniem Rady Komisarzy Ludowych z dnia 13 czerwca 1918) utworzono w celu kierowania organami i operacjami przeciw buntowi Korpusu Czechosłowackiego. Na tym froncie (nazwanym Wschodnim) rozpoczęto formowanie armii z Radami Wojennymi. 2 września 1918 Wszechrosyjski Centralny Komitet Wykonawczy (WCIK) zatwierdził Rewolucyjna Radę Republiki, która rozprzestrzeniła w dół system RW dla wszystkich frontów i armii. Miały one w składzie po 3 członków (dowódca i 2 pracowników politycznych). Plenum Komitetu Centralnego RKP(b) w maju 1919 r. zaproponowało wprowadzenie do RW frontów i armii przedstawicieli miejscowych organów partyjnych. Członków RW zatwierdzało Biuro Organizacyjne Komitetu Centralnego WKP(b). Rady miały wielką rolę w tworzeniu Armii Czerwonej i kierowaniu wojskami na frontach. Rewolucyjna Rada Wojenna Republiki 28 sierpnia 1923 została przemianowana na Rewolucyjną Radę Wojenną ZSRR. 
20 czerwca 1934 rady zostały rozwiązane. W listopadzie 1934 przy komisarzu ludowym obrony była utworzona Rada Wojenna jako organ doradczy (80 ludzi). Jednocześnie RW likwidowano w okręgach, armiach, flotach i flotyllach. W czasie "wielkiego terroru", w maju 1937 zostały odtworzone. W marcu 1938 powstała Główna Rada Wojenna Armii Czerwonej, a w kwietniu Główna Rada Wojenna Marynarki Wojennej.
W początkach wojny niemiecko-sowieckiej (1941) były tworzone RW frontów. Na obszarach gdzie był wprowadzany stan wojenny radom przekazywano wszystkie funkcje organów państwowych. Były tworzone także RW rodzajów sił zbrojnych i rodzajów wojsk. Stanowiska członków RW powoływanych z organów partyjnych zostały zamienione na stanowiska zastępców ds. politycznych odpowiednich dowódców. W 1947 RW rodzajów sił zbrojnych i rodzajów wojsk, grup wojsk, okręgów wojskowych i flot były przemianowane na organy doradcze przy odpowiednich dowódcach. Od czerwca 1950 rady były organami kolegialnymi. Od kwietnia 1958 w skład RW wchodzili: dowódca (przewodniczący), członek rady (oficer polityczny, sekretarz partii w jednostce, sekretarz partii miejscowych organów, I zastępca dowódcy, szef sztabu - zastępca dowódcy.
W innych państwach b. Układu Warszawskiego były tworzone Rady Wojskowe jako kolegialne organy doradcze i opiniotwórcze dowódcy.